# Cornulum toxiferum
Cornulum toxiferum är en svampdjursart som först beskrevs av Wilson 1925.  Cornulum toxiferum ingår i släktet Cornulum och familjen Acarnidae. Inga underarter finns listade i Catalogue of Life.